# Heinrich Dumoulin

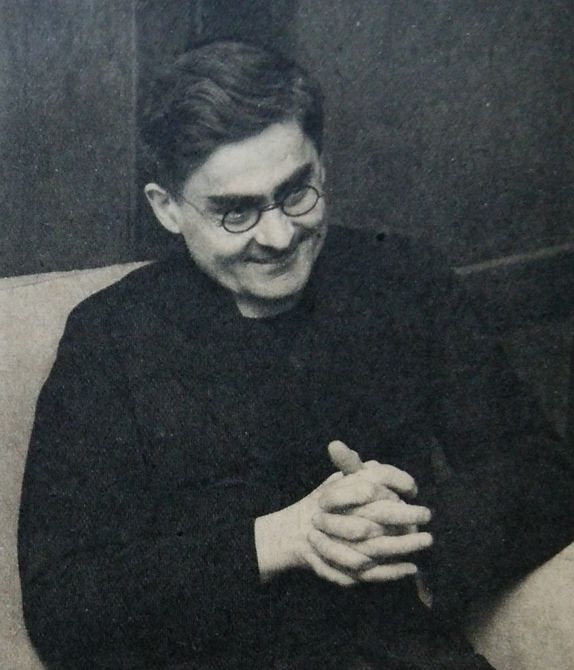
Heinrich Dumoulin (1953)

Heinrich Dumoulin (* 31. Mai 1905 in Wevelinghoven bei Grevenbroich, Nordrhein-Westfalen; † 21. Juli 1995 in Tokio, Japan) war ein deutscher katholischer Theologe, Jesuit, Autor und Religionswissenschaftler mit Zen-Buddhismus als Forschungsschwerpunkt.

## Leben
Dumoulin wuchs als drittes von vier Kindern des Notars Carl Dumoulin und dessen Ehefrau Johanna (geb. Nonnenmühlen) in Wevelinghoven auf. Von Romano Guardini inspiriert, engagierte er sich schon früh in einem katholischen Jugendverband, im September 1924 trat Dumoulin in den Jesuitenorden ein. Nach seinem Noviziat im Bonifatiushaus von s’Heerenberg studierte er ab 1926–29 Philosophie am St. Ignatius Kolleg in Valkenburg aan de Geul (Holland) und wurde zum Dr. phil. promoviert. 1930–34 folgte ein Studium der Katholischen Theologie in Valkenburg. Im August 1933 empfing er die Priesterweihe. Nachdem er 1929–30 an der Universität Berlin Japanisch gelernt hatte und sich von April 1934 bis Juli 1935 mittels der Gesellschaft Jesu (Societas Jesu, Ordenskürzel SJ) im St. Beuno’s College (St Beuno’s Jesuit Spirituality Centre) in Tremeirchion, Denbighshire (Wales) auf seinen Auslandseinsatz vorbereitete, wurde er 1935 unter der Leitung von Hugo Enomiya-Lassalle nach Japan entsandt. Dort entdeckte er sein Interesse für Shintoismus und Buddhismus, besonders aber den Zen-Buddhismus, dessen systematisch erweiterte und vertiefte Erforschung für ihn zu einem Lebenswerk wurde. Von Enomiya-Lassalle ermutigt, studierte er bereits 1936–1939 Japanische Religionsgeschichte an der Kaiserlichen Universität Tokio und erlangte 1946 an der Universität Tokio mit seiner Arbeit über den Shintoisten Kamo no Mabuchi einen akademisch dem Doktor vergleichbaren Rang. Nach einer Professur am Priesterseminar Tokio wirkte er von 1941 bis 1976 als Professor an der römisch-katholischen Sophia-Universität, Fakultät für Literatur, Abt. Philosophie. Einer Idee von Pater Giuseppe Pittau entsprechend, schuf Dumoulin 1969 das „Institute of Oriental Religions“, umgesetzt mit Mitgliedern verschiedener Bereich der Sophia-Universität; bis 1976 leitete er das Institut als Direktor. Des Weiteren begründete er das „Nanzan Institute for Religion and Culture“ (heute Teil der katholischen Nanzan-Universität in Nagoya), dessen erster Direktor er 1975–1976 war.
Mit zwei Zen-Mönchen zusammen übersetzte er erstmals in den 1940er Jahren das Wu-men-kuan (chin. Wumenguan, jap. Mumonkan) ins Deutsche, es lehrte ihn die Mühen solcher Übersetzungen und war zugleich eine Herausforderung, die er dankbar annahm. Mit Hilfe renommierter japanischer Wissenschaftler und Experten, aber auch Vorort-Studien buddhistischer Tradition, Entwicklung und Kunst auf seinen Reisen nach Indien, Ceylon (Sri Lanka), Afghanistan, Pakistan, Korea, Taiwan und Indonesien wurde er zu einem der wichtigsten westlichen Kenner dieser Religion. Nach seinem formalen Ruhestand 1976 widmete er von seinem SJ-Haus in der Sophia-Universität aus weitere zwei Jahrzehnte hauptsächlich den Buddhismus-Forschungen.
Zu seinen Verdiensten gehört der jahrzehntelange Einsatz für den interreligiösen Dialog, z. B. 1964–79 als Berater des Vatikans für nichtchristliche Religionen und im Komitee der Japanischen Bischofskonferenz. Seit 1967 war er Leitungsmitglied der jährlichen Kolloquien zwischen Zen-Buddhisten und Christen. Sein Ziel im Dialog war weder die Bekehrung noch eine Art des Synkretismus, sondern ein respektvolles Gegenüber und Miteinander, bei dem beide Seiten nur unaufhörlich voneinander lernen können. In Asien, Amerika und Europa hielt er eine große Anzahl von Vorträgen, Gastprofessuren führten ihn an die Universitäten München und Innsbruck sowie an die Philosophisch-Theologische Hochschule Sankt Georgen in Frankfurt am Main, die Theologische Fakultät der Universität Würzburg verlieh ihm 1970 die Ehrendoktorwürde.
Bekannt wurde er vor allem durch seine auch ins Englische übersetzten Werke zur Geschichte des Zen-Buddhismus. Die erste Fassung von Zen. Geschichte und Gestalt, 1959 in Bern veröffentlicht, erschien 1963 auch in den USA und Großbritannien. Dieses Buch wurde bald zu einer Referenz, das von Fachleuten in der ganzen Welt beachtet wurde, und Dumoulin fand sich im Rampenlicht der Wissenschaft wieder. Zwischen 1979 und 1984 überarbeitete er diese Geschichte und entwickelte sie weiter, wobei er ihren Umfang verdoppelte. Die 1985 erschienene, dann 2019 (posthum) nochmals erweitert veröffentlichte, zweibändige Geschichte des Zen-Buddhismus ist ein Standardwerk und hat international große Beachtung in der Fachwelt gefunden. Obwohl die neuere Forschung teilweise zu anderen Interpretationen und Ergebnissen gekommen ist, wird das Werk bis heute oft zitiert und gilt mittlerweile auch als Primärtext für die Rezeption des Zen-Buddhismus im Westen.
Dumoulin war Autor zahlreicher Bücher und Artikel, die weltweit in verschiedenen Sprachen erschienen sind. Weiterhin gründete er 1949 das christliche japanischsprachige Monatsjournal „Seiki“, welches er bis 1970 edierte.
Nach mehrwöchiger schwerer Erkrankung starb Heinrich Dumoulin im Alter von 90 Jahren und wurde in der Krypta der St. Ignatius-Kirche in Tokio beigesetzt.

## Werke (Auswahl)
- Die Entwicklung des chinesischen Ch’an nach Hui Neng im Lichte des Wu-men-kuan. – In: Monumenta Serica, Vol. VI, 1941, S. 40–72.[6]
- Kamo Mabuchi (1697–1769). Ein Beitrag zur japanischen Religions- und Geistesgeschichte. Band 1: Die Überwindung des Synkretismus. Sophia University Press, Tokio 1943 (= Monumenta Nipponica. Monographs 8).
- Das Wu-Men-Kuan 無 門 關 oder „Der Pass ohne Tor“. – In: Monumenta Serica, Vol. VIII, 1943, S. 41–102.
- Wumen Huikai: Wu-men-kuan 無 門 關 – Der Pass ohne Tor. – Sophia University Press, Tokio 1953 (= Monumenta Nipponica. Monographs 13).
- Zen. Geschichte und Gestalt. A. Francke Verlag, Bern 1959 (= Sammlung Dalp. Band 87).[7]
- Östliche Meditation und christliche Mystik. Verlag Karl Alber, Freiburg im Breisgau – München 1966.
- Buddhismus der Gegenwart. Hrsg. von Heinrich Dumoulin. Herder Verlag, Freiburg im Breisgau etc. 1970 (= Weltgespräch bei Herder).[8]
- Christlicher Dialog mit Asien. Hueber Verlag, München 1970 (= Theologische Fragen heute 14).
- Christianity meets Buddhism. Open Court, La Salle (Illinois) 1974.
- Wu-men Hui-k’ai: Mumonkan. Die Schranke ohne Tor. Meister Wu-men’s Sammlung der 48 Kôan, aus dem Chinesischen übersetzt und erläutert von Heinrich Dumoulin. Matthias Grünewald Verlag, Mainz 1975. (Lizenzausgabe: Angkor Verlag, Frankfurt am Main 2010, ISBN 978-3-936018-66-0).
- Der Erleuchtungsweg des Zen im Buddhismus. Fischer-Taschenbuch-Verlag, Frankfurt am Main 1976 (= Fischer-Taschenbücher 1667).[9]
- Begegnung mit dem Buddhismus. Eine Einführung. Überarbeitete Neuausgabe. Herder-Taschenbuch-Verlag, Freiburg im Breisgau 1991 (= Herder Taschenbuch 1732) (1. Aufl. 1978: Herderbücherei 642).
- Zen im 20. Jahrhundert. Kösel Verlag, München 1990.[10]
- Spiritualität im Buddhismus. Einheit in lebendiger Vielfalt. Matthias Grünewald Verlag, Mainz 1995.
- Geschichte des Zen-Buddhismus, Band I: Indien, China und Korea. 2., durchgesehene und erweiterte Auflage. Narr Francke Attempto, Tübingen 2019, ISBN 978-3-7720-8514-7.
- Geschichte des Zen-Buddhismus, Band II: Japan. 2., durchgesehene und korrigierte Auflage. Narr Francke Attempto, Tübingen 2019, ISBN 978-3-7720-8515-4.